# گلگت بلتستان
گِلگِت-بَلتِستان (پشتو: گلگت بلتستان, بلتی: གིལྒིཏ་བལྟིསྟན) که پیش‌تر با نام مناطق شمالی شناخته می‌شد، از شمالی‌ترین تقسیمات سیاسی تحت کنترل پاکستان است. این منطقه از غرب با ایالت خیبر پختونخوا، در شمال با دالان واخان افغانستان، در شرق و شمال شرق با ناحیه سینکیانگ چین، در جنوب غرب با ناحیه کشمیر آزاد تحت کنترل پاکستان، در جنوب شرق هم با ایالت هندی جامو و کشمیر هم‌مرز است. این ناحیه به همراه دو ناحیه دیگر، منطقه مورد مناقشه کشمیر هند و مردم قبایل پاکستان هست. درگیری‌هایی میان هند و پاکستان از زمان استقلال این دو کشور و چندپارگی هند در ۱۹۴۷ است. این منطقه شامل سه بخش گلگت، بلتستان و دیامر است.

## تاریخ
تا پیش از فتح این منطقه توسط گورکانیان در قرن ۱۶ میلادی این منطقه تحت سیطره سلطنت دهلی بود. در ۱۷۵۷ گورکانیان سلطه بر این سرزمین را بنا به قراردادی به احمدشاه درانی واگذار کردند. تا ۱۸۱۹ یعنی زمانی که رانجیت سینگ به آنجا یورش برد این سرزمین بخشی از افغانستان (یا امپراطوری درانی) بود و تحت سیطره افغان‌ها قرار داشت و جزوی از خاک افغانستان بود. اما بعد از ۱۸۴۷ گلگت بلتستان به اشغال کشمیری های هندو تبار زیر کنترل شاهزاده نشین جامو و کشمیر شد . پس از چندپارگی هند در ۱۹۴۷ جامو و کشمیر در آغاز ایالتی خودمختار باقی‌ماند. پس از جنگ هند و پاکستان در ۱۹۷۴  که بیشتر توسط (قبایل پشتون) بر مناطقی در شمال و غرب مناقشه داشتن خط آتش بست بین هند و پاکستان تثبیت شد. در ۱۹۷۰ میلادی نام مناطق شمالی یا پختونخوا شمالی  برای مناطقی که قبل تر با عنوان آژانس گلگت و بلتستان شناخته می‌شدند در نظر گرفته شد. این نام نخستین بار توسط سازمان ملل متحد برای اشاره به مناطق شمالی پشتونستان استفاده شده بود. بخش کوچکی از مناطق شمالی به نام شاخسگام در ۱۹۶۳ به‌طور موقت از طرف پاکستان به چین واگذار شده بود.

## جغرافیا

دشت هنزه، در منطقه گلگت-بلتستان در شمالی‌ترین بخش پاکستان واقع شده‌است. قلعهٔ بلتیت بر روی ارتفاعات دشت هنزه بنا شده‌است.

گلگت-بلتستان خانه پنج قله از هشت هزار متری‌ها و و بیش از پنجاه قله با ارتفاع بیش از ۷٬۰۰۰ متر است. گلگت و سکردو دو مکان اصلی اعزام کوهنوردان به این کوه‌ها هستند. چندتا از بلندترین رشته کوه‌های دنیا در این منطقه قرار دارند. مهم‌ترین رشته کوه‌ها قراقروم و همالیای غربی هستند. کوه‌های پامیر در شمال قرار دارند و هندوکش در غرب قرار گرفته‌است. در این میان بلندرین قله‌ها کی۲ و نانگا پاربات هستند که دومی از دلهره آورترین کوه‌های دنیا است.
سه تا از بلندترین یخچال‌های دنیا در خارج از قطب، در گلگت-بلتستان قرار دارند: یخچال بیافو، یخچال بالترو و یخچال باتورا. همچنین چندین دریاچه در ارتفاع بالا در این منطقه یافت می‌شود.

## جمعیت‌شناسی
جمعیت گلگت-بلتستان در ۲۰۱۳ حدود ۲ میلیون نفر برآورد شده‌است. جمعیت گلگت-بلتستان از گروه‌های گوناگون زبانی، قومی و مذهبی تشکیل یافته‌است، دلیل آن وجود دره‌های جدا افتاده بسیار است که توسط بلندترین کوه‌های دنیا از یکدیگر جدا شده‌اند. بیشترین گروه‌های قومی شامل پشتون ها و شین ها در این ایالت هستند، تعداد کمی از هندوکشی‌ها ، کاشغری‌ها ، نورستانی ها است. اسماعیلیه برخلاف باقی پاکستان هنوز در این منطقه رواج دارد.برگزاری نوروز و دگر جشن ها آریایی کهن مانند افغانستان و ایران موجب شده این منطقه در بین جغرافی‌دانان به ایران کوچک معروف باشد زیرا از لحاظ فرهنگی هیچ شباهتی به هندو ها و پنجابی های پاکستان ندارند و بیشتر فرهنگ و موسیقی آنها به فلات ایران شباهت دارد.

### زبان
گلگت-بلتستان منطقه‌ای چند زبانه است که اردو زبان رسمی و ملی آن است و به عنوان زبان بین قومیتی هم از آن استفاده می‌شود. هرچند زبان مادری مردم آن منطقه بیشتر، شینا، بلتی، بروشسکی، کهواری، وَخی، پشتو، کشمیری، دوماکی(شاخه‌ای از شینا که توسط گروه‌های خنیاگر در منطقه استفاده می‌شود) و گجری است.
زبان شینا و کهواری، از زبان‌های داردی هستند که غالبا در بخش های دیامر و گلگت تکلم می‌شوند. زبان بلتی، زبانی تبتی با وام‌واژه‌های اردو است که بیشتر در بخش بلتستان تکلم می‌شوند. زبان بروشسکی زبانی مجزا است که واژگان اردوی زیادی دارد. زبان وَخی توسط اکثریت مردم در تحصیلِ گُجَل(ناحیه هنزه) استفاده می‌شود. همچنین در تحصیل‌های یاسین(ناحیه گوپیس-یاسین) و اشکومن(ناحیه غذر) متکلم دارد. این زبان از زبان‌های پامیری است.
در آخرین سرشماری در ۱۹۹۸ جمعیت گلگت-بلتستان ۸۷۰٬۳۴۷ نفر بود که حدود ۱۴٪ آن شهرنشین بودند.

#### دین
مردم گلگت بلتستان مسلمان هستند. عمده جمعیت را شیعیان تشکیل می‌دهند و اقلیت قابل توجهی از اهل سنت نیز در منطقه حضور دارند. گلگت بلتستان تنها منطقه با اکثریت شیعه در پاکستان عمدتاً سنی است. در دوره ضیاء الحق دولت مهاجرت سنی‌ها را به این منطقه تشویق کرد. اسماعیلیه و صوفیان نوربخشیه همچنان در گلگت-بلتستان حضور دارند.

## تقسیمات اداری
گلگت-بلتستان به سه بخش(دویژن) اداریِ گِلگِت، دیامر و بلتستان و ۱۴ ناحیه(ضلع) تقسیم می‌شود.

#### بخش گلگت
بخش گلگت بزرگترین بخش است و بخش گیلگیت از ۵ ناحیه(ضلع) شامل گلگت، غذر، هُنزه، نَگَر و گوپیس-یاسین تشکیل شده است. شهر گیلگیت به عنوان پایتخت اداری بخش گیلگیت عمل می کند. مساحت تقریبی این بخش 37207 کیلومتر مربع است.

#### بخش بلتستان
بخش شرقی بلتستان نامیده می‌شود و سکردو مرکز بخش بلتستان است. بخش بلتستان به پنج ناحیه سکردو، گانچهی، شگر، کهرمنگ و روندو تقسیم می شود. سکردو یک مقصد توریستی محبوب است و به عنوان کمپ پایه برای بالا رفتن از ۵ کوه بلند از جمله کی۲ و گاشربروم عمل می کند. مساحت تقریبی بلتستان 26752 کیلومتر مربع است.

#### بخش دیامر
بخش دیگر دیامر نامیده می‌شود و شامل ۴ ناحیهٔ دیامر، اَستور، داریل و تانگیر وجود دارد.
مرکز بخش، چلاس، به عنوان یک نقطه ترانزیت مهم برای مسافرانی است که به سمت کمپ اصلی چمنزار پری و نانگا پاربات می روند.